# 1996年加利福尼亚州209提案
加利福尼亚州209法案（California Proposition 209），是美國加利福尼亚州州宪法修正案的公投提案，于1996年11月獲得通過。此法案禁止州政府机构在雇佣公务员、签订公共服务合同和公共教育中考虑种族、性别和族群因素。此法案又称加州民权提案，是由两位加州学者葛林·卡斯崔德（Glynn Custred）和湯姆·伍德（Tom Wood）根据1964年民權法案起草。此提案使加州成为全美第一个禁止公立大学在录取时参考种族因素的州。华盛顿州、密歇根州和內布拉斯加州也先后通过了类似法律。

## 支持
本法案的支持者认为平权运动实际上有违民权法案的初衷，事实上导致种族歧视。209法案的目的既在于每个人不因为种族或性别而受区别对待，不论是歧视还是优待。因为种族原因而优待某一个体，则侵犯其他个体的公平机会。
自此法案通过以来，加州大学的毕业率升高，包括少数族裔的毕业率：加州大學柏克萊分校的非裔毕业率提高了6.5%，加利福尼亞大學聖地牙哥分校的毕业率增加了一倍，从26%增加到52%。

## 反对
反对者认为此法案会伤及女性和少数族裔受大学教育和受雇机会。法案通过后，数所大学的学生举行了抗议活动。反对此法案的著名组织包括美國公民自由聯盟南加州分会。
2011年9月1日，SB 185通过了加利福尼亚州议会的两个议院，但遭到州长杰里·布朗的否决。SB 185本来会反对209号提案，并授权加州大学和加州州立大学在本科生和研究生录取时考虑种族，性别，种族和国籍，以及其他相关因素。 这种考虑的程度应该达到《美国宪法》第14条修正案和《加州宪法》第一条第31节和相关判例法所允许的最大程度。  SB 185得到了加利福尼亚大学学生协会的大力支持。
2013年8月，加利福尼亚州参议院通过了加利福尼亚州参议院宪法第5号修正案，这将有效删除209号提案中的教育部分。  但是，在亚裔美国人强烈反对后，该法案尚未进行全民投票就被搁置了。
2014年2月24日，加州大学洛杉矶分校（UCLA）校长吉恩·布洛克（Gene Block）向所有学生和教师致公开信，表达了他强烈反对209法案。

## 法律挑战
2011年9月，州參議院法案185號（SB 185）提案允许加州大学和加州州立大学在美国宪法第14修正案许可的最大限度内，在录取时考虑种族、性别、族群等因素。此法案在加州参众两院通过，但被州长杰瑞·布朗否决。
2012年，此法案再度受到挑战。州参议员赫南德茲（Hernandez）提交參議院憲法修正案第5號（Senate Constitutional Amendment 5，縮寫 SCA5）， 意图删除209法案中关于高等教育的內容。2014年1月30日，SCA5在加州参议院投票通过。州参议院由28名民主党和11名共和党议员组成，投票结果27票赞成，9票反对，3票弃权。SCA5提案将进入下议院等候票决。2014年下议院也是民主党佔多数。如果在下议院通过，此法案最快可以进入2014年11月的选民投票，超过半数支持就成为加州宪法。由于亚裔社区的全力反对，该法案最后被搁置。
2019年，加州众议院第5号宪法修正案企图全面删除209法案所有内容。

## 相关法律和案例

### 菲舍尔诉德州大学案
菲舍尔诉德州大学案是2008年美国最高法院有关美国平权法案影响大学录取政策的一个案例。
德州女生阿比蓋兒·費舍爾（Abigail Fisher）和雷秋·穆爾特·米夏爾維茲（Rachel Multer Michalewicz）于2008年申请德州大学落选，虽然她们的成绩优于很多入选学生。她们起诉德州大学，认为大学有种族歧视，违反了宪法第14修正案。地区法院支持大学政策，此判决得到第五巡回法庭支持。2011年菲舍尔的律师上诉至美国最高法院。2012年最高法院将此案发回第五巡回法庭重审。

### 古魯特訴布林格案（Grutter v. Bollinger）
这是2003年美国最高法院支持在大学录取中采取平权的一个标志性案例。涉案的大学是密歇根大学法学院。最高法院的判决认为，录取中可以对少数群体给予优先，但必须针对每个申请人的个案具体对待，考虑综合因素，而不是预设名额。
法庭的多数意见由桑德拉·戴·奧康納法官起草。判决表示，美国宪法不禁止法学院出于为教育得益于一个多样化的学生群体的专门目的，而在录取中参考种族因素。法庭认为法学院意图保证足够数量的少数族裔学生的确是一个专门目的。法庭预期25年之后，大学录取中平权应该不再必要。
此案被认为是对1978年的加州大學董事會訴巴基案一案意见的支持。

### 葛雷茲訴布林格案（Gratz v. Bollinger）
这是2003年美国最高法院关于大学录取的另一个案例。相比其他几个相关案例，此案争议略少，以6比3判决密歇根大学在本科生录取中对"代表不足的少数族裔"直接加分是违反宪法的，因为直接加分则不可能对申请人对多样化的贡献有个体考量。

### 加州大学董事会诉巴基案
这是1978年美国最高法院关于平权与大学录取的一个标志性案例。在此案中，法庭支持了平权，允许大学在录取时将种族作为参考因素之一，但是不能够根据种族预设招生名额。